# Xanthomelanodes rubicundus
Xanthomelanodes rubicundus är en tvåvingeart som först beskrevs av Wulp 1892.  Xanthomelanodes rubicundus ingår i släktet Xanthomelanodes och familjen parasitflugor. Inga underarter finns listade i Catalogue of Life.